# 월악로
월악로(Worak-ro)는 충청북도 충주시 살미면 용천리 용천삼거리에서 제천시를 거쳐 단양군 단성면 북하리 북하삼거리를 잇는 충청북도의 도로이다. 1986년에 충주댐 건설로 인해 일부 도로가 수몰되게 되면서 도로가 이설되었다. 전 구간 국도 제36호선에 속한다.

## 연혁
- 1986년 6월 21일 : 충주댐 건설로 인해 제원군 덕산면 신현리 ~ 수산면 수산리 7.7km 구간 이설 개통[1]
- 1986년 9월 29일 : 충주댐 건설로 인해 중원군 살미면 내사동 ~ 제원군 수산면 수산리 ~ 계란리 23.9km 구간, 단양군 단양읍 장희리 ~ 상방리 9.7km 구간 도로 수몰로 폐지[2]
- 2004년 1월 16일 : 충주시 살미면 무릉리 220m 구간 확장 개통[3]
- 2009년 7월 17일 : 2개 이상 시·군에 걸쳐 있는 도로로 월악로를 고시[4]
- 2017년 4월 13일 : 선형개량으로 인해 충주시 살미면 내사리 총 325m 구간 폐지[5]

## 주요 경유지
충청북도
- 충주시 살미면 - 제천시 (한수면 · 덕산면 · 수산면) - 단양군 단성면

## 노선
| 이름                                 | 접속 노선                                                     | 소재지                                        | 소재지                                            | 비고                                            |
| ------------------------------------ | ------------------------------------------------------------- | --------------------------------------------- | ------------------------------------------------- | ----------------------------------------------- |
| 용천삼거리                           | 국도 제3호선 국도 제36호선 국가지원지방도 제82호선 (중원대로) | 충주시                                        | 살미면                                            | 국도 제36호선 구간 국가지원지방도 제82호선 구간 |
| 내사리                               | 충주호수로                                                    | 충주시                                        | 살미면                                            | 국도 제36호선 구간 국가지원지방도 제82호선 구간 |
| 신당1교 신당2교 소용교 신당교 공이교 |                                                               | 충주시                                        | 살미면                                            | 국도 제36호선 구간 국가지원지방도 제82호선 구간 |
| 공이삼거리                           | 공이동길                                                      | 충주시                                        | 살미면                                            | 국도 제36호선 구간 국가지원지방도 제82호선 구간 |
| 월악교                               |                                                               | 충주시                                        | 살미면                                            | 국도 제36호선 구간 국가지원지방도 제82호선 구간 |
| 제천시                               | 한수면                                                        |                                               |                                                   | 국도 제36호선 구간 국가지원지방도 제82호선 구간 |
| 제천시                               | 한수면                                                        | 탄지삼거리                                    | 지방도 제597호선 (미륵송계로)                     | 국도 제36호선 구간 국가지원지방도 제82호선 구간 |
| 제천시                               | 한수면                                                        | 탄지교                                        |                                                   | 국도 제36호선 구간 국가지원지방도 제82호선 구간 |
| 제천시                               | 성천교                                                        | 월악산로                                      | 덕산면                                            | 국도 제36호선 구간 국가지원지방도 제82호선 구간 |
| 제천시                               | 수산3교                                                       |                                               | 덕산면                                            | 국도 제36호선 구간 국가지원지방도 제82호선 구간 |
| 제천시                               | (신현교 북단)                                                 | 신현뱃재로                                    | 덕산면                                            | 국도 제36호선 구간 국가지원지방도 제82호선 구간 |
| 제천시                               | 성암 회전교차로                                               | 약초로 월악로17길 월악로18길                  | 덕산면                                            | 국도 제36호선 구간 국가지원지방도 제82호선 구간 |
| 제천시                               | 착골재                                                        |                                               | 덕산면                                            | 국도 제36호선 구간 국가지원지방도 제82호선 구간 |
| 제천시                               | 수산면                                                        |                                               |                                                   | 국도 제36호선 구간 국가지원지방도 제82호선 구간 |
| 제천시                               | (적곡)                                                        | 인삼로                                        |                                                   | 국도 제36호선 구간 국가지원지방도 제82호선 구간 |
| 제천시                               | 수산사거리                                                    | 국가지원지방도 제82호선 (청풍호로) 월악로26길 |                                                   | 국도 제36호선 구간 국가지원지방도 제82호선 구간 |
| 제천시                               | 수산교                                                        |                                               | 국도 제36호선 구간                                |                                                 |
| 제천시                               | (수산복지회관)                                                | 지곡로 월악로26길                             | 국도 제36호선 구간                                |                                                 |
| 제천시                               | 원대삼거리                                                    | 옥순봉로                                      | 국도 제36호선 구간                                |                                                 |
| 제천시                               | 계란교                                                        | 인삼로13길                                    | 국도 제36호선 구간                                |                                                 |
| 제천시                               | 계란재                                                        |                                               | 국도 제36호선 구간                                |                                                 |
| 단양군                               | 단성면                                                        |                                               | 국도 제36호선 구간                                |                                                 |
| 단양군                               | 단성면                                                        | 장회교                                        | 국도 제36호선 구간                                |                                                 |
| 단양군                               | 단성면                                                        | 장회나루교차로                                | 국도 제36호선 구간                                | 설마로                                          |
| 단양군                               | 단성면                                                        | 쑥고개                                        | 국도 제36호선 구간                                |                                                 |
| 단양군                               | 단성면                                                        | 우화삼거리                                    | 국도 제59호선 (선암계곡로)                        | 국도 제36, 59호선 구간                          |
| 단양군                               | 단성면                                                        | 우화교                                        | 충혼길                                            | 국도 제36, 59호선 구간                          |
| 단양군                               | 단성면                                                        | 단성삼거리                                    | 충혼로                                            | 국도 제36, 59호선 구간                          |
| 단양군                               | 단성면                                                        | 단양1교                                       |                                                   | 국도 제36, 59호선 구간                          |
| 단양군                               | 단성면                                                        | 북하삼거리                                    | 국도 제5호선 국도 제36호선 국도 제59호선 (단양로) | 국도 제36, 59호선 구간                          |

## 주요 건물 및 시설
- 내사2동마을회관 (충청북도 충주시 살미면 월악로 312-6)
- 충주커피박물관 (충청북도 충주시 살미면 월악로 430)
- 충주호관광선 월악나루 (충청북도 충주시 살미면 월악로 1243)
- 월악산유스호스텔 (충청북도 제천시 한수면 월악로 1372)
- 덕산면농산물유통센터 (충청북도 제천시 덕산면 월악로 2424)
- 장회직행공동정류소 (충청북도 단양군 단성면 월악로 3805)
- 충주호유람선 (충청북도 단양군 단성면 월악로 3811-19)
- 충주호관광선 장회나루 (충청북도 단양군 단성면 월악로 3825-11)
- 단성중학교 (충청북도 단양군 단성면 월악로 4633)
- 단성치안센터 (충청북도 단양군 단성면 월악로 4660)
- 단양단성우체국 (충청북도 단양군 단성면 월악로 4664)